# Buchhofen
Buchhofen é um município da Alemanha, no distrito de Deggendorf, na região administrativa de Niederbayern, estado de Baviera.